# Ernesto Colnago

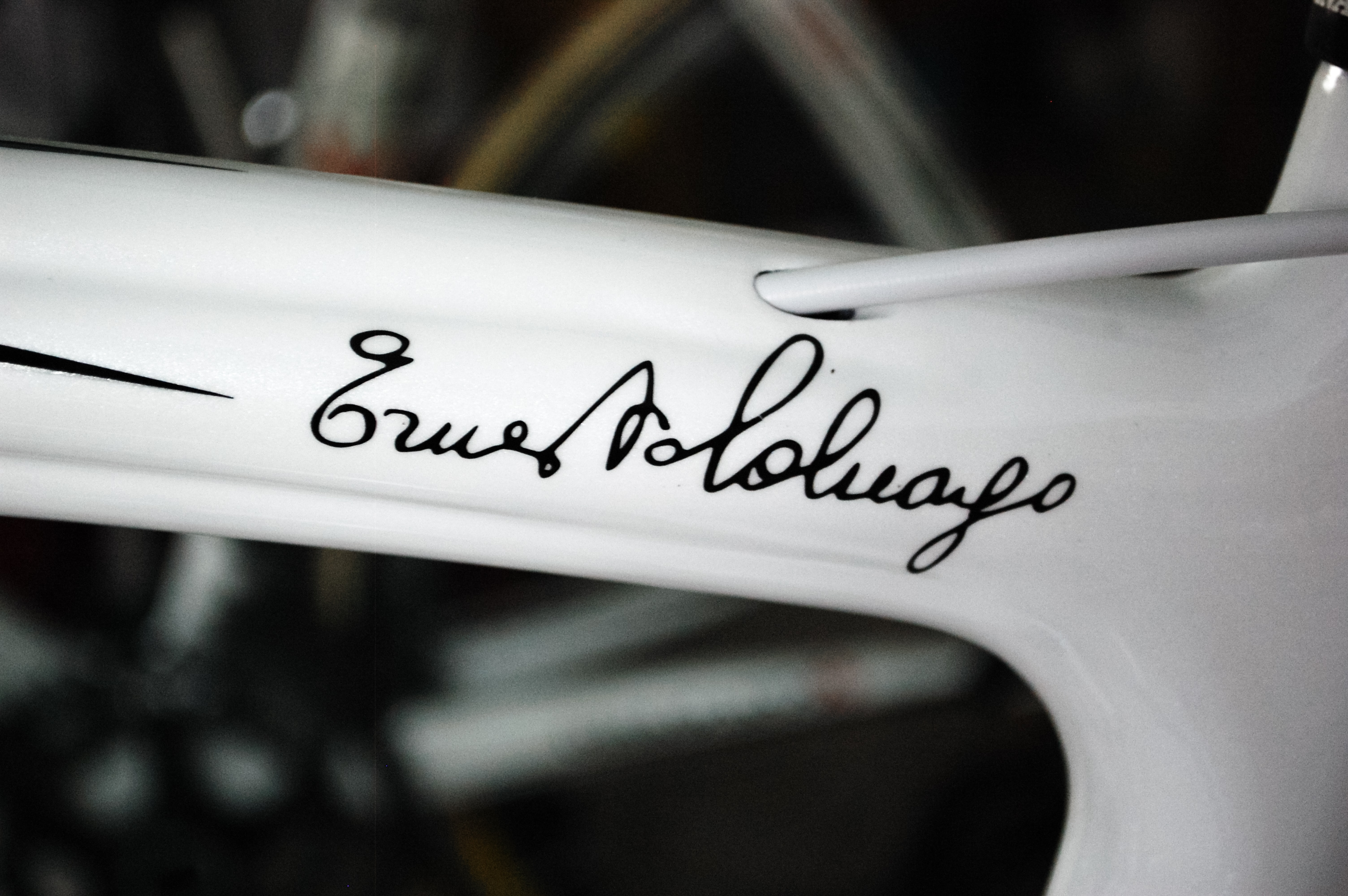
Firma di Ernesto Colnago

Ernesto Colnago (Cambiago, 9 febbraio 1932) è un imprenditore ed ex ciclista su strada italiano, famoso costruttore di biciclette da corsa e fondatore dell'omonima azienda.

## Carriera
Nato nella provincia milanese da una famiglia di contadini, primogenito, inizia a lavorare nei campi con il padre. A 12 anni, nel 1944, fu mandato a fare l'apprendista nell'officina di Dante Fumagalli, saldatore, in cambio di due sacchi di farina gialla la settimana (i coniugi Colnago "pagavano" così il signor Fumagalli, come si usava in quegli anni, per permettere al loro figlio di imparare un mestiere)
Nel 1945, a 13 anni, modificò la data di nascita sui documenti pur di iniziare a saldare alla Gloria, fabbrica milanese di biciclette in viale Abruzzi 42, dove lavorano anche Gian Maria Volonté, i cui genitori lavorano nella casa accanto ed Ernesto Formenti, pugile oro nei piuma alle Olimpiadi di Londra 1948. 
Nello stesso periodo inizia a correre in bicicletta, vincendo diverse corse ma una caduta in volata alla Milano-Busseto del 1951 lo costringe ad abbandonare il ciclismo agonistico. Nel 1954 apre la prima bottega, 25 metri quadri in via Garibaldi a Cambiago. Il banco da lavoro è ricavato da un gelso tagliato nel terreno del padre. Nel corso degli anni la piccola officina si è allargata e moltiplicata in varie sedi senza mai abbandonare il suo luogo nativo, Cambiago.
Nel 1955, durante una pedalata, incontra Fiorenzo Magni che lamenta un dolore alla gamba destra. Colnago risolve velocemente il problema notando che le pedivelle della bici del campione toscano sono montate male. Dopo questo incontro fortuito, Magni lo invita a partecipare in qualità di meccanico al vittorioso Giro d'Italia 1955.
Nel 1956 sposa Vincenzina Ronchi, unico grande amore della sua vita.
Nel 1957 costruisce il suo primo telaio: è per Gastone Nencini che vince il Giro d'Italia 1957 con Gaetano Belloni e Fiorenzo Magni in ammiraglia. Nello stesso anno inventa anche la piegatura dei foderi delle forcelle a freddo.
Partecipa a 25 Giri d’Italia e 24 Tour de France in qualità di meccanico al servizio dei migliori professionisti, con le sue bici hanno corso più di 250 squadre e 6.000 corridori per un totale di oltre 7.000 vittorie, 61 titoli mondiali, 11 olimpici, 18 Coppe del mondo e 22 grandi Giri. Nel 1972 arriva la bici superleggera, pesa appena 5,5 kg, che segna un’epoca con il record dell’ora di Eddy Merckx a Città del Messico, record che nel 1994 verrà portato a 55,291 km/h dallo svizzero Tony Rominger, sempre con bicicletta Colnago.
Nel 1969 introduce le congiunzioni microfuse, molto più resistenti di quelle fino ad allora esistenti. 

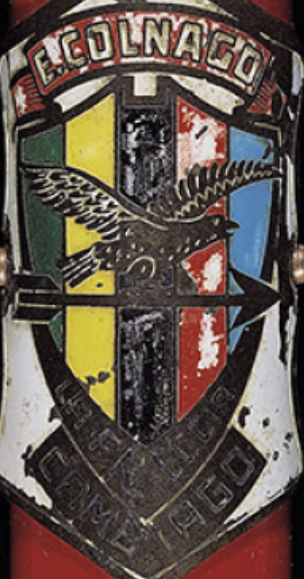
Il primo logo delle biciclette Colnago: un'aquila che cavalca una freccia.

Il simbolo delle biciclette Colnago inizialmente è uno scudetto con un'aquila, una freccia e i colori dell'iride. L'idea è ripresa da un vecchio articolo di giornale che, dopo una vittoria, descriveva un giovane Ernesto Colnago "veloce come una freccia". Nel 1970, dopo la vittoria di Michele Dancelli a Sanremo, su consiglio dell'amico giornalista Bruno Raschi, compare sui telai costruiti a Cambiago il celebre marchio, l'asso di fiori.
Molte innovazioni tecnologiche sono state introdotte da Ernesto Colnago, prima su tutte la fibra di carbonio nel mondo delle competizioni, anche grazie a collaborazioni di prestigio come quella che ha legato per decenni il costruttore di Cambiago alla Ferrari.
Nell'aprile 2020 cede la maggioranza della sua azienda al fondo arabo Chimera.
Nello stesso anno Tadej Pogačar vince il Tour de France in sella a una bicicletta Colnago, successo conquistato anche l'anno successivo. Alle soglie dei 90 anni, il costruttore lombardo è stato premiato dalle Nazioni Unite come ambasciatore dei valori della bicicletta in occasione del World Bicycle Day, mentre nel giorno del novantesimo compleanno Ernesto Colnago è stato premiato dalla Università Bocconi di Milano.
Il 18 dicembre 2022 apre nella sua Cambiago il museo LA Collezione, nel quale sono raccolte biciclette e tanti altri cimeli e ricordi di una vita legata al ciclismo e appunto alla bicicletta.

## Riconoscimenti
- Premio Alfredo Martini nel 2021[13]
- Laurea magistrale ad honorem in Mechanical Engineering - Ingegneria Meccanica conferita del Politecnico di Milano il 8 maggio 2025[14].

## Onorificenze
- Cavaliere del Lavoro della Repubblica Italiana[15][16]
- Grande Ufficiale dell'Ordine al Merito della Repubblica Italiana
- Cittadino onorario della Città di Desenzano del Garda dal 24 settembre 2014[17]